# Poinson-lès-Nogent
Poinson-lès-Nogent és un municipi francès situat al departament de l'Alt Marne i a la regió del Gran Est. L'any 2007 tenia 147 habitants.

## Demografia

### Població
El 2007 la població de fet de Poinson-lès-Nogent era de 147 persones. Hi havia 60 famílies de les quals 8 eren unipersonals (4 homes vivint sols i 4 dones vivint soles), 32 parelles sense fills i 20 parelles amb fills.
La població ha evolucionat segons el següent gràfic:
Habitants censats

### Habitatges
El 2007 hi havia 67 habitatges, 58 eren l'habitatge principal de la família, 3 eren segones residències i 6 estaven desocupats. 65 eren cases i 2 eren apartaments. Dels 58 habitatges principals, 54 estaven ocupats pels seus propietaris i 4 estaven llogats i ocupats pels llogaters; 1 tenia dues cambres, 7 en tenien tres, 14 en tenien quatre i 36 en tenien cinc o més. 43 habitatges disposaven pel capbaix d'una plaça de pàrquing. A 18 habitatges hi havia un automòbil i a 37 n'hi havia dos o més.

### Piràmide de població
La piràmide de població per edats i sexe el 2009 era:
| Homes | Edats   | Dones |
| ----- | ------- | ----- |
| 0     | 95 o +  | 4     |
| 0     | 90 a 94 | 0     |
| 0     | 85 a 89 | 4     |
| 0     | 80 a 84 | 0     |
| 8     | 75 a 79 | 4     |
| 4     | 70 a 74 | 12    |
| 4     | 65 a 69 | 0     |
| 0     | 60 a 64 | 4     |
| 4     | 55 a 59 | 0     |
| 4     | 50 a 54 | 4     |
| 4     | 45 a 49 | 4     |
| 4     | 40 a 44 | 4     |
| 8     | 35 a 39 | 4     |
| 0     | 30 a 34 | 0     |
| 12    | 25 a 29 | 0     |
| 0     | 20 a 24 | 8     |
| 4     | 15 a 19 | 0     |
| 0     | 10 a 14 | 0     |
| 4     | 5 a 9   | 4     |
| 0     | 0 a 4   | 8     |

## Economia
El 2007 la població en edat de treballar era de 91 persones, 68 eren actives i 23 eren inactives. De les 68 persones actives 63 estaven ocupades (36 homes i 27 dones) i 5 estaven aturades (4 homes i 1 dona). De les 23 persones inactives 13 estaven jubilades, 4 estaven estudiant i 6 estaven classificades com a «altres inactius».

### Ingressos
El 2009 a Poinson-lès-Nogent hi havia 63 unitats fiscals que integraven 149,5 persones, la mediana anual d'ingressos fiscals per persona era de 16.772 €.

### Activitats econòmiques
Dels 4 establiments que hi havia el 2007, 1 era d'una empresa de construcció, 1 d'una empresa de comerç i reparació d'automòbils i 2 d'empreses de serveis.
Els 2 serveis als particulars que hi havia el 2009 eren paletes.
L'any 2000 a Poinson-lès-Nogent hi havia 13 explotacions agrícoles.

## Poblacions més properes
El següent diagrama mostra les poblacions més properes.